# Чубарово (Ярославская область)
Чубарово — деревня в Даниловском районе Ярославской области. Входит в состав Дмитриевского сельского поселения.

## География
Находится в северо-восточной части Ярославской области на расстоянии приблизительно 13 км на юг по прямой от железнодорожного вокзала города Данилова, административного центра района.

## История
В 1859 году здесь (деревня Даниловского уезда Ярославской губернии) было учтено 13 дворов, в 1898 — 8.

## Население
Численность населения: 43 человека (1859 год), 0 в 2002 году, 2 в 2010.